# Moskháton
Moskháton (Moschato) är en kommunhuvudort i Grekland.   Den ligger i prefekturen Nomarchía Athínas och regionen Attika, i den sydöstra delen av landet, 5 km sydväst om huvudstaden Aten. Moskháton ligger 6 meter över havet och antalet invånare är 25 441.
Terrängen runt Moskháton är kuperad åt nordost, men åt sydväst är den platt. Havet är nära Moskháton åt sydväst.Runt Moskháton är det mycket tätbefolkat, med 2 915 invånare per kvadratkilometer. Närmaste större samhälle är Aten, 4,8 km nordost om Moskháton. 